# 노리스 브래드버리
노리스 에드윈 브래드버리(Norris Edwin Bradbury, 1909년 5월 30일 ~ 1997년 8월 20일)는 1945년부터 1970년까지 25년간 로스앨러모스 국립연구소 소장을 지낸 미국의 물리학자였다. 그는 제2차 세계 대전 동안 맨해튼 계획에서 긴밀히 협력한 J. 로버트 오펜하이머가 직접 브래드버리를 소장직에 추천하여 그 뒤를 이었다. 브래드버리는 1945년 7월 트리니티 실험에서 폭발된 "더 개짓"의 최종 조립을 담당했다.
브래드버리는 로스앨러모스에서 어려운 시기에 책임을 맡았다. 직원들은 대거 이탈하고 있었고, 생활 환경은 열악했으며, 연구소가 폐쇄될 가능성도 있었다. 그는 충분한 직원들을 설득하여 잔류시키고, 캘리포니아 대학교가 연구소 운영 계약을 갱신하도록 했다. 그는 핵무기 개발의 지속을 추진하여, 핵무기를 실험실 장치에서 생산 모델로 전환시켰다. 수많은 개선을 통해 핵무기는 더 안전하고, 더 신뢰할 수 있으며, 보관 및 취급이 용이해졌고, 부족한 핵분열 물질을 더 효율적으로 사용하게 되었다.
1950년대에 브래드버리는 수소폭탄 개발을 감독했지만, 개발 우선순위를 두고 에드워드 텔러와의 불화로 인해 경쟁 핵무기 연구소인 로렌스 리버모어 국립 연구소가 설립되었다. 이후 그는 영역을 확장하여 로스앨러모스 중간자 물리학 시설을 건설하여 핵 과학 분야에서 연구소의 역할을 발전시켰고, 1960년대 우주 경쟁 동안 연구소는 로켓 추진용 핵 엔진 (NERVA)을 개발했다. 브래드버리 과학 박물관은 그의 이름을 따서 명명되었다.

## 초기 생애
노리스 브래드버리는 1909년 5월 30일 샌타바버라에서 에드윈 펄리 브래드버리와 그의 아내 엘비라 클라우센 사이에서 네 자녀 중 한 명으로 태어났다. 한 명의 자매는 유아기에 사망했고, 가족은 쌍둥이 바비와 베티를 입양했는데, 둘 다 제2차 세계 대전 중 미국 해병대에서 복무했다. 브래드버리는 할리우드 고등학교와 온타리오의 채피 고등학교에서 교육을 받았고, 16세에 졸업했다. 그 후 그는 클레어몬트의 포모나 칼리지에 진학하여 1929년 화학 학사 학위를 최우등으로 졸업했다. 이로 인해 그는 파이 베타 카파 학회 회원이 되었다. 포모나에서 그는 그의 대학 룸메이트의 여동생인 영문학과 학생 로이스 플랫을 만났다. 그들은 1933년에 결혼하여, 제임스, 존, 데이비드 세 아들을 두었다. 노리스는 성공회 교회의 적극적인 일원이었다.
브래드버리는 물리학에 관심을 갖게 되었고 캘리포니아 대학교 버클리에서 대학원 과정을 밟았는데, 1929년부터 1931년까지 교육 연구원이었고. 그는 레너드 B. 로브의 지도 아래 기체 이온의 이동성 연구(Studies on the Mobility of Gaseous Ions)에 대한 학위논문을 제출했으며, 국립 연구 위원회 연구원으로 선정되었다.
브래드버리의 학위논문을 지도했을 뿐만 아니라, 제1차 세계 대전 동안 해군 예비역으로 복무했던 로브는 브래드버리에게 해군 예비역 장교 임관을 신청하도록 독려했다. 브래드버리의 해군 소위 임관 서류는 당시 버클리에서 해군 예비역 장교 훈련단의 책임자였던 체스터 니미츠 소령이 서명했다.
매사추세츠 공과대학교에서 2년간 근무한 후, 브래드버리는 1935년에 스탠퍼드 대학교의 물리학 조교수로 부임하여 1938년에 부교수로, 1943년에는 정교수로 승진했다. 그는 기체의 전기 전도성, 이온의 특성, 그리고 대기전기학의 행동에 대한 전문가가 되었으며, 피지컬 리뷰, 저널 오브 어플라이드 피직스, Journal of Chemical Physics, Journal of Atmospheric Electricity and Terrestrial Magnetism을 포함한 저널에 논문을 발표했다. 그는 브래드버리-닐슨 셔터를 발명했는데, 이는 전기 이온 게이트의 한 종류로, 비행 시간형 질량 분석기와 이온 이동성 분광기 모두에서 질량 분석법에 널리 사용된다.

## 제2차 세계 대전

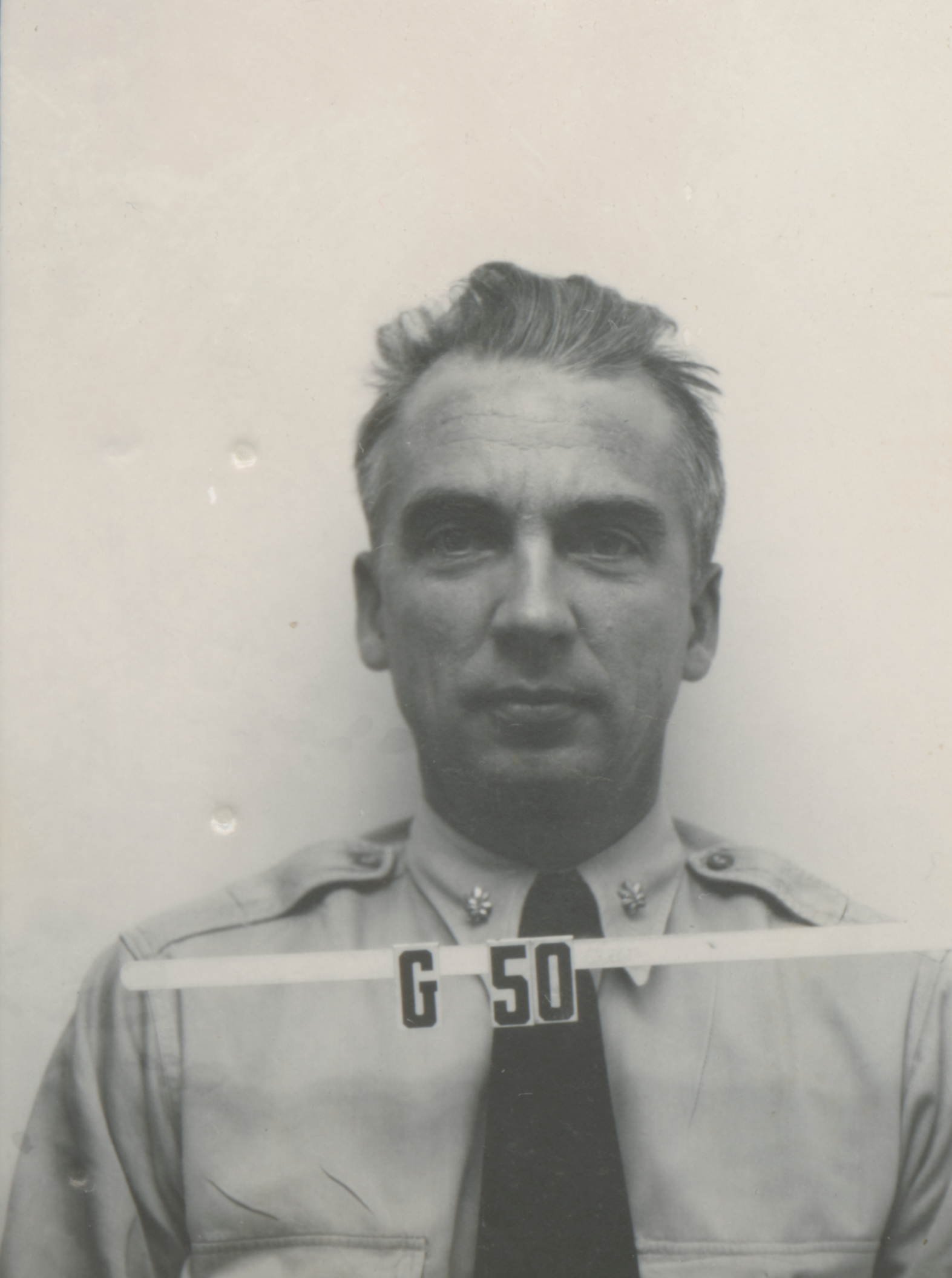
브래드버리의 로스앨러모스 ID 배지

브래드버리는 1941년 초 제2차 세계 대전 참전을 위해 소집되었지만, 해군은 학년 말까지 스탠퍼드에 머물도록 허용했다. 그 후 그는 버지니아주 달그렌의 해군 실험장으로 파견되어 외부 탄도학 연구를 수행했다. 이미 달그렌에서는 로브와 사령관 디크 파슨스가 근무하고 있었다.

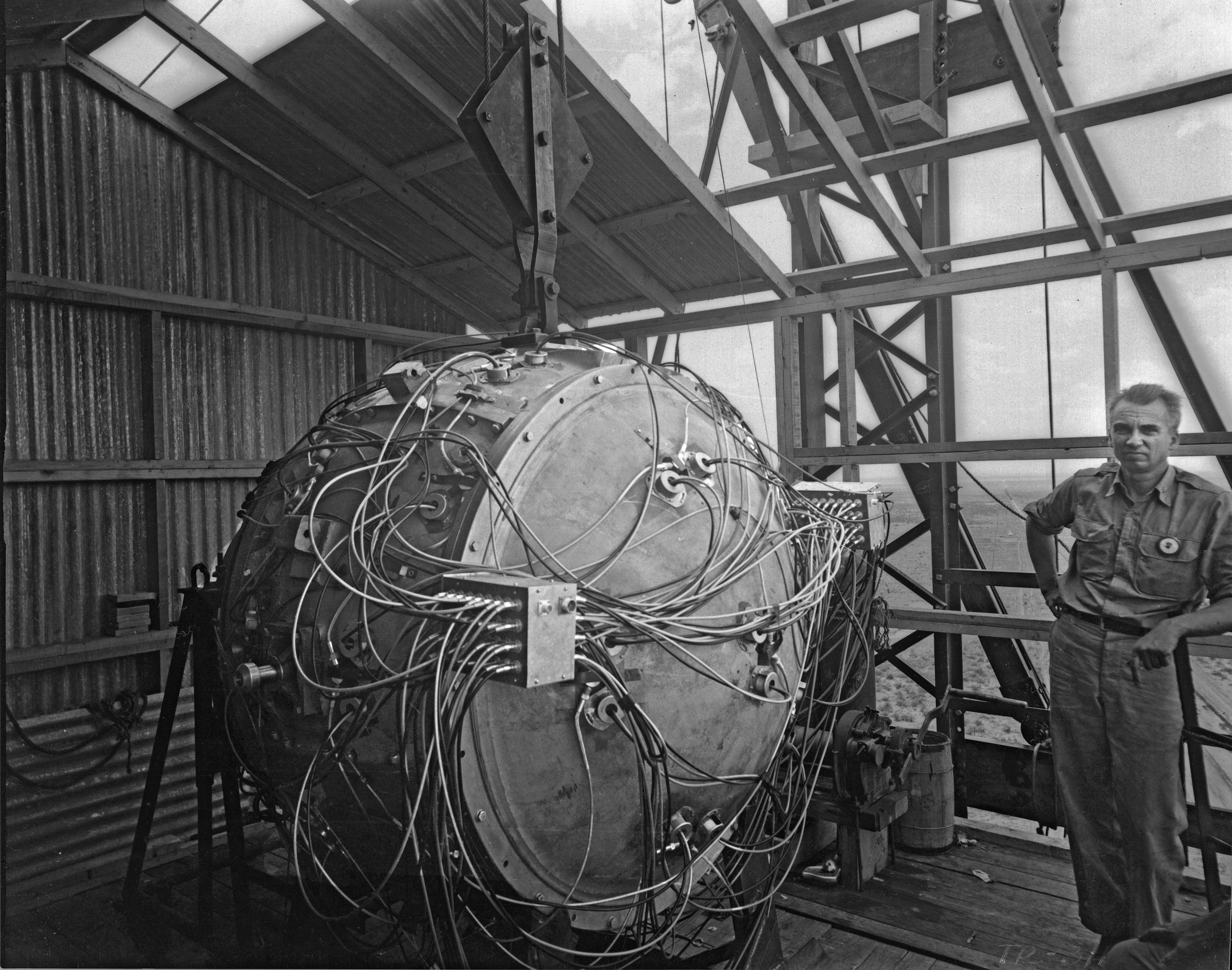
트리니티 실험, 1945년 7월. 브래드버리가 시험탑 꼭대기에 부분적으로 조립된 개짓 옆에 서 있다.

1944년 6월, 맨해튼 계획의 로스앨러모스 국립연구소 부소장이었던 파슨스는 브래드버리에게 앨버커키로 출두하라는 명령을 내렸다. 파슨스는 내폭형 핵무기에 필요한 폭발 렌즈 작업을 위해 브래드버리가 필요하다고 설명했다. 브래드버리는 이 전망에 대해 열정적이지 않았지만, 그는 해군 장교였고 결국 가기로 동의했다.
로스앨러모스에서 브래드버리는 내폭 실험 그룹인 E-5의 책임자가 되었고, 이는 그에게 내폭 현장 시험 프로그램의 책임을 맡겼다. 8월에 연구소 소장 로버트 오펜하이머는 대대적인 조직 개편을 단행했다. E-5는 조지 키스티아코프스키의 새로운 폭발물 부서(X 부서)의 일부가 되었고 X-1로 다시 번호가 매겨졌다. 이 시점에서 브래드버리는 내폭 과정에 필요한 완벽한 구형을 망치는 제트 현상과 씨름하면서 연구소의 가장 중요한 작업 중 일부를 이끌고 있었다. 이들은 자기, 엑스선 및 라라 기술의 조합으로 조사되었다.
1945년 3월, 오펜하이머는 맨해튼 계획의 궁극적인 임무인 핵무기의 준비 및 전투 투하를 수행하기 위해 파슨스 아래에 알베르타 계획을 창설했다. 브래드버리는 팻 맨 조립 그룹을 이끌기 위해 알베르타 계획으로 전보되었다. 1945년 7월, 브래드버리는 트리니티 핵 실험에서 폭탄으로 알려진 "개짓"의 준비를 감독했다. 브래드버리는 나중에 "트리니티에 대해 깊은 감정적인 생각을 했다고 말할 수는 없었습니다... 아니요. 그냥 폭발해서 정말 기뻤습니다."라고 회상했다.

## 로스앨러모스 소장

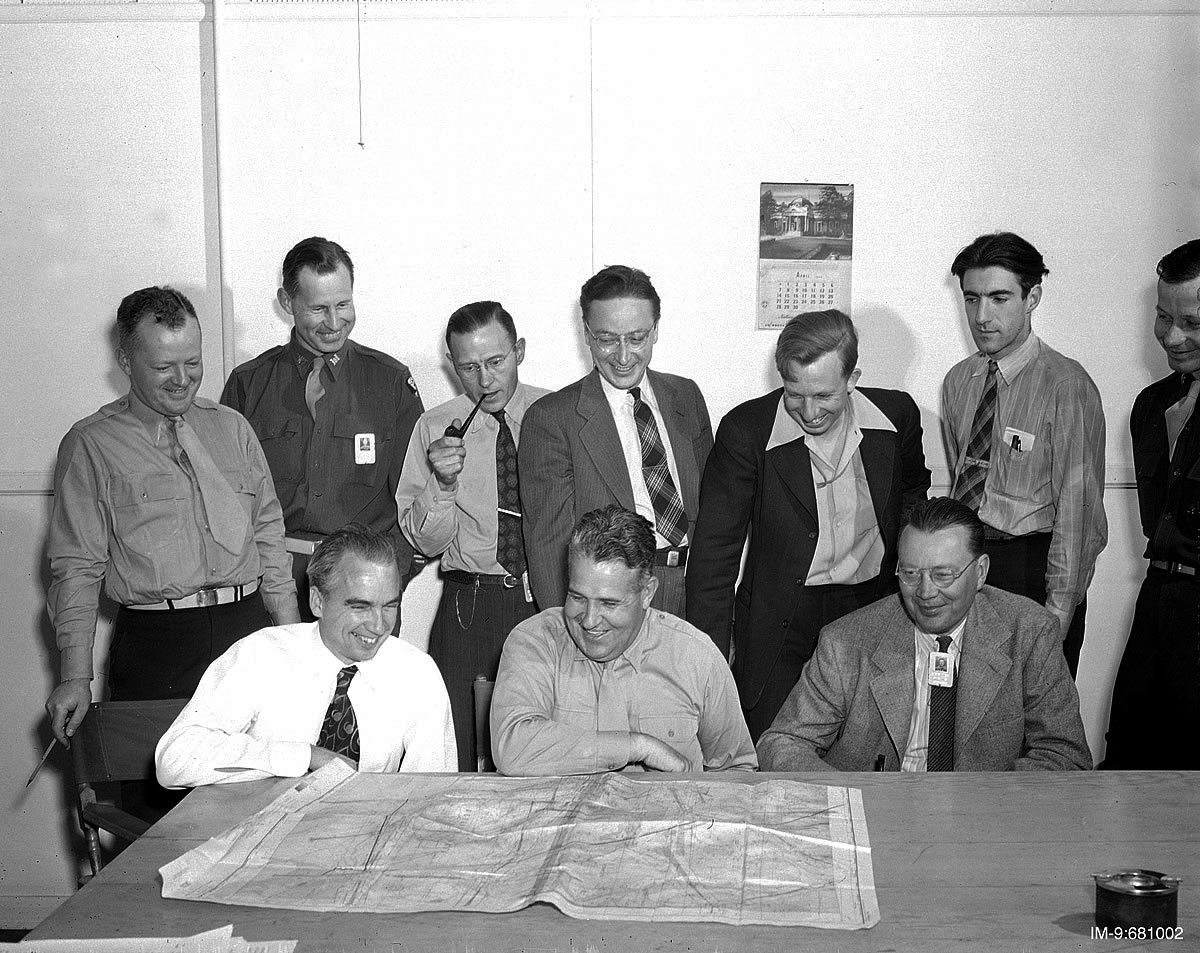
브래드버리(왼쪽)가 군 특수무기 프로젝트의 레슬리 그로브스(가운데)와 에릭 제트와 함께 테이블에 앉아 있다.

오펜하이머는 로스앨러모스 연구소 소장직을 사임했지만, 후임자가 정해질 때까지는 남아 있었다. 맨해튼 계획의 총책임자 레슬리 그로브스 미군 소장은 확고한 학문적 배경과 프로젝트 내 높은 지위를 가진 사람을 원했다. 오펜하이머는 브래드버리를 추천했다. 해군 장교로서 브래드버리가 군인이자 과학자라는 사실을 좋아했던 그로브스도 이에 동의했다. 브래드버리는 6개월 시험 기간 조건으로 제안을 수락했다.
파슨스는 브래드버리가 해군에서 신속히 전역하도록 주선했고, 해군은 그의 전시 복무에 대해 훈공장을 수여했다. 그는 해군 예비역으로 남았으며, 최종적으로 1961년에 대위 계급으로 은퇴했다. 1945년 10월 16일, 로스앨러모스에서 그로브스가 연구소에 육해군 "E" 상을 수여하고 오펜하이머에게 감사 증서를 수여하는 행사가 열렸다. 브래드버리는 다음 날 연구소의 두 번째 소장이 되었다.
브래드버리의 소장 재임 초기 몇 달은 특히 어려웠다. 그는 1946년 원자력법이 의회를 신속히 통과하고 전시 맨해튼 계획이 새로운 영구 조직으로 대체되기를 바랐다. 그러나 이는 6개월 이상 걸릴 것이라는 점이 곧 분명해졌다. 해리 S. 트루먼 대통령은 1946년 8월 1일에 미국 원자력위원회를 창설하는 법안에 서명했으며, 이 법안은 1947년 1월 1일에야 효력을 발휘했다. 그동안 그로브스의 법적 권한은 제한적이었다.
로스앨러모스의 대부분의 과학자들은 자신들의 연구실과 대학으로 돌아가기를 열망했고, 1946년 2월까지 모든 전시 부서장들이 떠났지만, 유능한 핵심 인력은 남아 있었다. 다롤 프로만은 로버트 바처의 G 부서(현재 M 부서로 이름 변경) 책임자가 되었다. 에릭 제트는 화학 및 야금, 존 H. 맨리는 물리학, 조지 플라체크는 이론, 막스 로이는 폭발물, 로저 바그너는 병기 담당이 되었다. 로스앨러모스의 인력은 전시 최고치인 3,000명 이상에서 약 1,000명으로 급감했지만, 많은 사람들이 여전히 임시 전시 숙소에 살고 있었다. 설상가상으로 로스앨러모스로 가는 수도관이 얼어붙어 물은 유조차로 공급되어야 했다. 인력 감소에도 불구하고 브래드버리는 태평양에서의 핵실험인 크로스로드 작전을 계속 지원해야 했다.

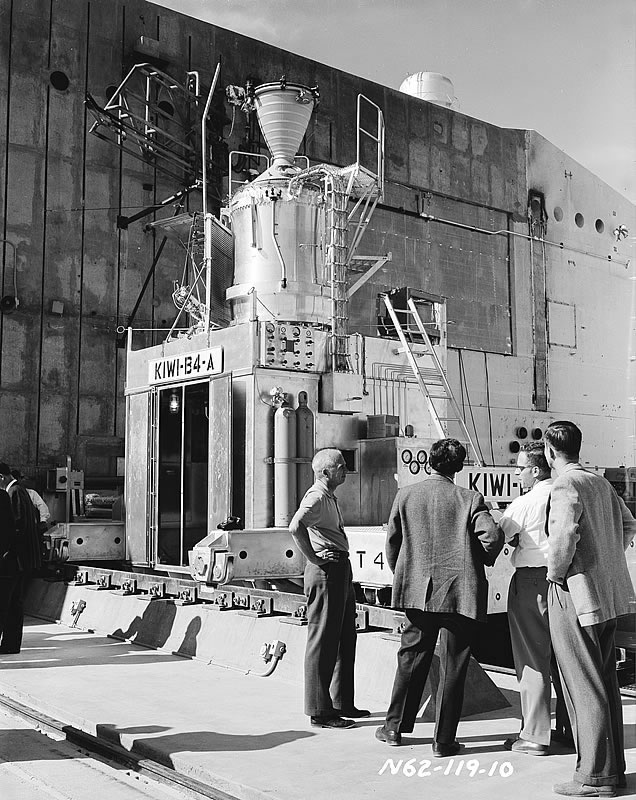
브래드버리(왼쪽)가 핵 로켓 동력원으로 사용된 키위 B4-A 원자로 앞에 서 있다.

브래드버리는 핵무기 개발을 계속 추진하여 실험실 장치에서 생산 모델로 전환시켰다. 핵무기를 더욱 안전하고, 신뢰할 수 있으며, 보관 및 취급이 용이하게 만들고, 부족한 핵분열 물질을 더 효율적으로 사용하도록 만드는 수많은 개선이 있었다. 브래드버리는 개량형 핵분열 무기에 우선순위를 두었지만, 강화 핵무기인 "알람 클락"과 수소폭탄 설계인 "슈퍼"에 대한 연구도 계속되었다. 새로운 핵분열 설계는 1948년 샌드스톤 작전에서 시험되었다. 마크 4 핵폭탄은 조립 라인에서 대량 생산된 최초의 핵무기가 되었다.
미래가 더욱 확실해지자 브래드버리는 붐비는 도심에서 벗어난 새로운 연구소 부지를 찾기 시작했다. 1948년 브래드버리는 캐니언을 가로지르는 새로운 다리로 도시와 연결되는 사우스 메사의 새로운 1억 7백만 달러 규모의 시설에 대한 제안을 원자력 위원회에 제출했다.
그동안 브래드버리는 명목상 스탠퍼드 대학교의 부재 교수였다. 로스앨러모스 연구소는 명목상 캘리포니아 대학교와의 전시 계약에 따라 운영되었지만, 계약 조항에는 전쟁 종료 3개월 후에 대학이 계약을 해지할 수 있다는 내용이 있었다. 대학은 정식으로 통보했지만, 브래드버리는 이를 철회시키고 1948년에 계약을 갱신하는 데 성공했다. 1951년에는 캘리포니아 대학교의 교수가 되었다.
1951년까지 연구소는 텔러-울람 설계를 개발했고, 온실 작전 중 열핵 시험이 수행되었다. 열핵무기 개발의 우선순위를 놓고 브래드버리와 에드워드 텔러 간의 긴장으로 인해 두 번째 핵무기 연구소인 로렌스 리버모어 국립 연구소가 설립되었다.
말년에 브래드버리는 연구소의 핵과학 분야 역할을 발전시키기 위해 로스앨러모스 중간자 물리학 시설을 건설하면서 영역을 확장했다. 1960년대 우주 경쟁 동안 연구소는 로버 프로젝트에서 로켓 추진용 핵 엔진 (NERVA)을 개발했다. 연구소는 핵 로켓 추진의 타당성과 가치를 입증했다.
수년 동안 브래드버리는 로스앨러모스 시의 많은 행정 업무를 담당했다. 도시는 인상적인 보건 및 교육 시설을 설립했다. 결국 새로운 기술 지역은 도시 외곽에 건설되었고, 1957년 2월 18일 보안 게이트가 철거되었다. 마침내 도시는 법인화된 공동체가 되었고 소장의 시민적 책임은 종료되었다.
1966년 브래드버리는 "로스앨러모스 과학 연구소 소장으로서 막중한 책임감을 가지고 미군 및 미국에 탁월하게 공헌한 민간인 공로"로 국방부 공로훈장을 받았다. 그의 표창장에는 "로스앨러모스 연구소의 뛰어난 국제적 명성은 그의 탁월한 리더십 덕분이다. 미국은 현재 우리의 핵 능력에 대해 브래드버리 박사와 그의 연구소에 크게 의존하고 있다"고 언급되어 있었다. 그는 또한 1970년에 엔리코 페르미 상을 받았다. 1971년에는 미국 성취 아카데미에서 골든 플레이트 상을 받았다.

## 말년

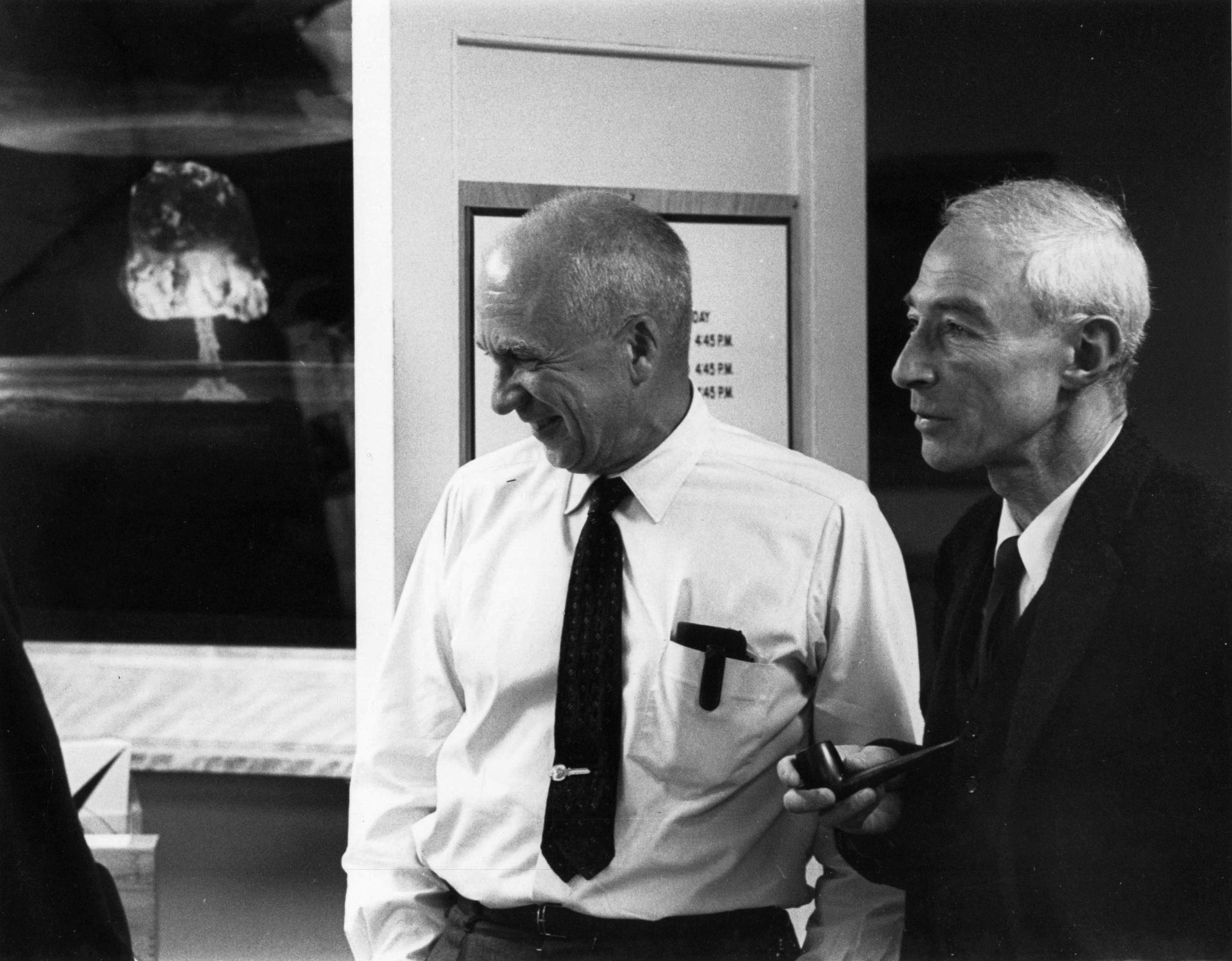
1964년 로스앨러모스 국립연구소에서 전임자 로버트 오펜하이머와 함께 있는 브래드버리

브래드버리는 1970년 로스앨러모스 연구소 소장직에서 은퇴했다. 그의 후임자인 해럴드 애그뉴는 그에게 선임 컨설턴트가 되어달라고 제안했지만, 브래드버리는 이 제안을 거절했다. 그러나 그는 미국국립과학원을 포함한 다른 정부 기관의 컨설턴트로 활동했으며, 로스앨러모스 메디컬 센터, 산타페 제1국립은행, 로스앨러모스 YMCA, 산타페 신경학회 이사회 멤버로도 활동했다.
노리스의 장남 제임스도 물리학자가 되어 로스앨러모스 중간자 물리학 시설 소장을 지냈다. 그의 막내아들 데이비드는 생물지리학 박사 학위를 가지고 로스앨러모스로 돌아와 연구소의 환경 복원 작업에 참여했다.
1969년 뉴멕시코주 주지사인 데이비드 F. 카고는 브래드버리를 뉴멕시코 대학교의 이사로 임명했지만, 그 시기는 대학에게 격동의 시기였다. 1970년 5월 켄트 주립대학교 총격 사건에 대한 대응으로 학생들과 반전 운동가인 제인 폰다는 뉴멕시코 대학교 총장 페럴 헤디의 집으로 행진했다. 그가 만나기를 거부하자 학생들은 파업을 선언했다. 수업은 취소되었고, 집회가 열렸으며, 학생들은 학생회관 건물을 점거했다. 카고는 그들을 해산시키기 위해 뉴멕시코 주방위군을 불렀고, 11명이 총검에 찔렸다. 카고의 후임자인 브루스 킹은 브래드버리와 다른 이사를 교체했다.
1990년대 중반, 브래드버리는 우연히 장작을 패다가 다리를 다쳤다. 괴저가 발생하여 오른쪽 다리를 무릎 아래로 절단해야 했다. 괴저는 왼쪽 다리까지 퍼져 왼쪽 발의 일부도 절단되어 그는 휠체어 신세를 지게 되었다. 이 병은 결국 치명적이었고, 그는 1997년 8월 20일에 사망했다. 그의 아내 로이스는 1998년 1월에 사망했으며, 세 아들이 살아남았다. 로스앨러모스에서 장례식이 거행되었고, 그는 로스앨러모스 과헤 파인즈 묘지에 안장되었다.

## 내용주
1. ↑  Seaborg, Glenn T. (January 1998). 《Obituary: Norris Edwin Bradbury》. 《Physics Today》 51. 74–75쪽. Bibcode:1998PhT....51a..74S. doi:10.1063/1.882111.
2. ↑  Agnew & Schreiber 1998, 3쪽.
3. ↑  Ebinger 2006, 62쪽.
4. ↑  Ebinger 2006, 63–68쪽.
5. 1 2  Agnew & Schreiber 1998, 11쪽.
6. ↑  “Mysteries at the Museum: A Real Life Experience in los Alamos”.
7. 1 2 3 4  Agnew & Schreiber 1998, 4쪽.
8. ↑  “Studies on the Mobility of Gaseous Ions”. 캘리포니아 대학교 버클리. 1932. 2014년 2월 26일에 확인함.
9. ↑  Bradbury, Norris E. (May 1931). 《The Mobility of Aged Ions in Air in Relation to the Nature of Gaseous Ions》. 《피지컬 리뷰》 37 (American Physical Society). 1311–1319쪽. Bibcode:1931PhRv...37.1311B. doi:10.1103/PhysRev.37.1311.
10. 1 2  Ebinger 2006, 69–70쪽.
11. ↑  Norris E. Bradbury and Russel A. Nielsen (1936). 《Absolute Values of the Electron Mobility in Hydrogen》. 《피지컬 리뷰》 49. 388–93쪽. Bibcode:1936PhRv...49..388B. doi:10.1103/PhysRev.49.388.
12. ↑  Szumlas, Andrew W; Hieftje, Gary M (2005). 《Design and construction of a mechanically simple, interdigitated-wire ion gate》. 《Rev. Sci. Instrum.》 76 (AIP). 086108–086108–3쪽. Bibcode:2005RScI...76h6108S. doi:10.1063/1.2006308. 2011년 9월 29일에 원본 문서에서 보존된 문서.
13. ↑  Christman 1998, 139쪽.
14. ↑  Ebinger 2006, 71쪽.
15. ↑  Hoddeson 외. 1993, 175쪽.
16. ↑  Hewlett & Anderson 1962, 310쪽.
17. ↑  Hoddeson 외. 1993, 245쪽.
18. ↑  Hoddeson 외. 1993, 272–277쪽.
19. ↑  Hewlett & Anderson 1962, 319쪽.
20. ↑  Hoddeson 외. 1993, 367–368쪽.
21. ↑  Hewlett & Anderson 1962, 378쪽.
22. ↑  Ebinger 2006, 79쪽.
23. ↑  Hoddeson 외. 1993, 3625–626쪽.
24. ↑  Ebinger 2006, 82–83쪽.
25. 1 2  Agnew & Schreiber 1998, 9쪽.
26. ↑  Ebinger 2006, 98쪽.
27. 1 2  Hoddeson 외. 1993, 398–402쪽.
28. 1 2  Agnew & Schreiber 1998, 5쪽.
29. ↑  Agnew & Schreiber 1998, 6쪽.
30. ↑  Hewlett & Duncan 1969, 58–59쪽.
31. 1 2  Hewlett & Duncan 1969, 176쪽.
32. ↑  Ebinger 2006, 88–90쪽.
33. ↑  Hewlett & Duncan 1969, 539–542쪽.
34. ↑  Hewlett & Duncan 1969, 568–572, 584–584쪽.
35. ↑  Ebinger 2006, 93쪽.
36. ↑  Agnew & Schreiber 1998, 8쪽.
37. ↑  Hunner 2004, 130–132, 218–219쪽.
38. ↑  Ebinger 2006, 91–92쪽.
39. 1 2 3  Agnew & Schreiber 1998, 9–10쪽.
40. ↑  “Golden Plate Awardees of the American Academy of Achievement”. 《www.achievement.org》. American Academy of Achievement.
41. 1 2  Ebinger 2006, 187–188쪽.
42. ↑  Mason, K.R.,Children of Los Alamos: An Oral History of the Town Where the Atomic Age Began,Twayne Publishers 1995, ISBN 0-8057-9138-8
43. ↑  Layden, Dianne R. (2013년 11월 26일). “May 1970: The Bust at the SUB”. 《산타페 리포터》. 2014년 3월 1일에 원본 문서에서 보존된 문서. 2014년 2월 25일에 확인함.
44. ↑  Ebinger 2006, 190–193쪽.
45. ↑  Ebinger 2006, 185쪽.